# Klubi Futbollit Adriatiku Mamurrasi
Il KF Adriatiku Mamurrasi (nome completo Klubi Futbollit Adriatiku Mamurrasi) è una società calcistica con sede a Mamurras, in Albania.
Fondato nel 1960, nella stagione 2014-2015 milita nella Kategoria e Parë, la seconda divisione del campionato albanese.

## Palmarès

### Competizioni nazionali
- Kategoria e Tretë: 1

2022-2023

### Altri piazzamenti
- Kategoria e Dytë:

Secondo posto: 2009-2010

## Organico

### Rosa 2016-2017
Aggiornata al 1º luglio 2016.
| N. |                    | Ruolo | Calciatore       |
| -- | ------------------ | ----- | ---------------- |
| 2  | Albania (bandiera) | D     | Niku Voçaj       |
| 3  | Albania (bandiera) | D     | Jonard Kadriu    |
| 5  | Albania (bandiera) | D     | Erindi Sela      |
| 6  | Albania (bandiera) | D     | Saimir Kastrati  |
| 8  | Albania (bandiera) | C     | Klajden Hysaj    |
| 9  | Albania (bandiera) | A     | Kelvin Jushi     |
| 10 | Albania (bandiera) | D     | Redi Pengili     |
| 11 | Albania (bandiera) | A     | Bledar Marashi   |
| 12 | Albania (bandiera) | P     | Andi Xhixha      |
| 13 | Albania (bandiera) | D     | Taulant Poplekaj |
| 14 | Albania (bandiera) | C     | Anton Grishi     |
| 15 | Albania (bandiera) | C     | Rigest Karaj     |
| 16 | Albania (bandiera) | C     | Mario Seleniça   |
| 17 | Albania (bandiera) | C     | Doraldo Paja     |
| 18 | Albania (bandiera) | A     | Eduard Tanushi   |
| 19 | Albania (bandiera) | D     | Arbër Malaj      |

| N. |                    | Ruolo | Calciatore             |
| -- | ------------------ | ----- | ---------------------- |
| 21 | Albania (bandiera) | A     | Bledar Mançaku         |
| 22 | Albania (bandiera) | C     | Hariz Shushku          |
| 23 | Albania (bandiera) | A     | Altjon Hoxha           |
| 24 | Albania (bandiera) | C     | Matios Metaj           |
| 28 | Albania (bandiera) | A     | Andri Çara             |
|    | Albania (bandiera) | P     | Elidon Selaçi          |
|    | Albania (bandiera) | D     | Elvis Balla (capitano) |
|    | Albania (bandiera) | D     | Gentian Verli          |
|    | Albania (bandiera) | D     | Diego Hoxha            |
|    | Albania (bandiera) | C     | Erald Begolli          |
|    | Albania (bandiera) | C     | Erind Lleshi           |
|    | Albania (bandiera) | C     | Mirjan Begaj           |
|    | Albania (bandiera) | C     | Igli Tuçi              |
|    | Albania (bandiera) | C     | Roland Bushi           |
|    | Albania (bandiera) | A     | Sokol Selaçi           |
|    | Albania (bandiera) | A     | Alban Dashi            |

### Staff tecnico
- Allenatore:  Ylber Zani
- Vice-Allenatore: ?
- Team Manager: ?
- Preparatore dei portieri: ?
- Preparatore atletico: ?
- Medico sociale: ?